# Романенко, Александр Фомич
Алекса́ндр Фоми́ч Романе́нко (1 августа 1901 — 7 июля 1974) — Герой Советского Союза. Участник Гражданской и Великой Отечественной войн. Корпусной инженер 6-го гвардейского механизированного корпуса. Полковник.

## Биография

### Ранние годы
Родился 1 августа 1901 года в селе Гармашевка (ныне — Кантемировского района Воронежской области) в семье крестьянина.
В РККА с 1918 года. Добровольно поступил на службу в Титоровский отряд Богучарского уезда Воронежской губернии. Участник Гражданской войны (1918—1920). Член ВКП(б) с 1924 года. В 1929 году окончил Московскую Военно-инженерную школу имени Коминтерна. Краском. В 1938 году награждён медалью XX лет РККА.

### Участие в Великой Отечественной войне
Майор А. Ф. Романенко в действующей армии с сентября 1942 года. Воевал в сентябре-октябре 1942 года на Брянском фронте. Получил лёгкое ранение 16 сентября 1942 года.
Корпусной инженер 6-го гвардейского механизированного корпуса 4-й танковой армии с момента формирования корпуса.
Подготовил инженерное обеспечение наступления корпуса в период с 23 июля по 13 августа 1943 года, в ходе которого построено 36 мостов и переправ для техники через водные преграды Машок, Орс, Нугрь, Ракитка, Лубна, оборудовано для командира корпуса 17 наблюдательных и 19 командных пунктов, обезврежено 1474 мины, разведано 602 километров дорог. Командир корпуса гвардии генерал-майор А. И. Акимов 15 августа 1943 года представил его к награждению орденом Красной Звезды.
Гвардии майор А. Романенко, в ходе боёв 15-17.7.1944 в районе села Нуще Тернопольской области, действуя в боевых порядках, наращивал минными полями оборону, а при контратаке противника своевременно выдвинул на огневой рубеж истребителей танков, что способствовало отражению атак на участке 49-й мехбригады. На рубеже Перемышляны Львовской области (18-19.7.1944) установил минные поля, чем усилил оборону 17-й гв. мехбригады, отстоявшей населённый пункт. В районе Бобрка восстановил разрушенный противником мост и обеспечил продвижение частей корпуса. Получил тяжёлое ранение, не покидал войска до 20.7.1944, после чего отправлен в госпиталь.
Командир корпуса гвардии генерал-лейтенант А. И. Акимов 4 августа 1944 года представил его к награждению орденом Красного Знамени. 
Во время боёв за Берлин умело организовал работу инженерных частей корпуса по строительству переправ, мостов, разминированию и разграждению путей, что способствовало выполнению задачи по окружению Берлина.

#### Подвиг
Гвардии подполковник А. Ф. Романенко 11 февраля 1945 года в районе населённого пункта Нидер-Гроппе (Германия) со взводом сапёров на двух танках стремительно прорвался в тыл противника, захватил мост через реку Бубр и удержал его. Под сильным огнём противника произвёл разведку реки Шпрее (18.4.1945), отыскал броды и обеспечил переправами части корпуса. Командиром корпуса гвардии полковником В. И. Корецким представлен 28.4.1945 к присвоению звания Героя Советского Союза.
Указом Президиума Верховного Совета СССР от 27.6.1945 за образцовое выполнение заданий командования в борьбе против немецко-фашистских захватчиков и проявленные при этом мужество и героизм Александр Фомич Романенко был удостоен звания Героя Советского Союза с вручением ордена Ленина и медали «Золотая Звезда».

### После войны
После войны продолжал службу в Вооружённых Силах СССР. С 1953 года полковник А. Ф. Романенко — в запасе. Жил и работал в городе Хмельницкий УССР. Умер 7 июля 1974 года.

## Награды
- Медаль «Золотая Звезда»;
- два ордена Ленина;
- три ордена Красного Знамени;
- орден Красной Звезды[4];
- медаль «В ознаменование 100-летия со дня рождения Владимира Ильича Ленина»;
- медаль «За победу над Германией в Великой Отечественной войне 1941—1945 гг.» (9 мая 1945[5]);
- юбилейная медаль «Двадцать лет Победы в Великой Отечественной войне 1941—1945 гг.» (7 мая 1965[6]);
- медаль XX лет РККА;
- медаль «30 лет Советской Армии и Флота»[7];
- юбилейная медаль «40 лет Вооружённых Сил СССР»[8];
- юбилейная медаль «50 лет Вооружённых Сил СССР» (26 декабря 1967[9]).

## Память
- Имя Героя высечено золотыми буквами в зале Славы Центрального музея Великой Отечественной войны в Парке Победы города Москвы.
- На могиле Героя установлен надгробный памятник.
- На Аллее Героев Кантемировского района установлен бюст Героя.